# یئون وو-جین
یئون وو-جین (انگلیسی: Yeon Woo-jin؛ زادهٔ ۵ ژوئیهٔ ۱۹۸۴) بازیگر اهل کره جنوبی است. وی از سال ۲۰۰۹ میلادی تاکنون مشغول فعالیت بوده‌است.
از فیلم‌ها یا برنامه‌های تلویزیونی که وی در آن نقش داشته‌است می‌توان به ناخواهری سیندرلا، تو از ستاره‌ها اومدی و رئیس درونگرا و دوز روزانه آفتاب اشاره کرد.